# Mercedes-Benz Classe GLA
La Classe GLA è un crossover SUV compatto prodotto a partire dal 2013 dalla casa automobilistica tedesca Mercedes-Benz. Attualmente è in produzione la seconda generazione di questo modello.

## Storia
Già prima del lancio della Classe A W176, avvenuto nel 2012, trapelarono indiscrezioni secondo le quali dalla nuova berlina di segmento C sarebbe derivato anche un crossover compatto che andasse a fronteggiare ad armi pari modelli come la BMW X1. La vettura pressoché definitiva è stata svelata nella tarda primavera del 2013 al Salone di Shanghai, dove allo stand Mercedes-Benz era presente la Concept GLA. La vettura destinata alla produzione in serie è stata invece presentata al Salone di Francoforte, alla fine dell'estate dello stesso anno con la sigla X156.
Sul piano commerciale, la Classe GLA ha ottenuto un buon successo di vendite, forte anche del consenso che da tempo riscuotevano i marchi premium tedeschi ed anche il segmento dei crossover compatti, anche prodotti da marchi generalisti.
Nel 2017 la prima generazione ha subito un lieve restyling a cui hanno fatto eco anche alcune novità tecniche, mentre all'inizio del 2020 è stata lanciata sul mercato la seconda generazione, contraddistinta dalla sigla H247.

## Galleria fotografica
| Mercedes-Benz GLA X156 | Mercedes-Benz GLA H247 |
| ---------------------- | ---------------------- |
|                        |                        |
|                        |                        |
| 2013-2019              | dal 2020               |